# West-Kaap
De West-Kaap (Afrikaans: Wes-Kaap; Xhosa: iNtshona Koloni) is een van de negen provincies van Zuid-Afrika. Met 129.462 km² is het de vierde provincie en met een in 2022 geschat inwonertal van 7,4 miljoen inwoners is het de derde provincie. Twee derde van de bevolking woont in en rond de hoofdstad Kaapstad. De provincie is in 1994 gecreëerd door de opsplitsing van de Kaapprovincie in de West-Kaap, de Noord-Kaap, de Oost-Kaap en een deel van de provincie Noordwest.

## Geografie
De West-Kaap heeft een L-vorm en heeft hiermee een kustlijn van 400 km met de Atlantische Oceaan en een van 500 kilometer met de Indische Oceaan. De provincie grenst in het noorden aan de Noord-Kaap en in het oosten aan de Oost-Kaap. De hoofdstad is Kaapstad en enkele andere grote steden zijn Stellenbosch, Worcester, Paarl en George. De tuinroute loopt door de West-Kaap en mede hierdoor is het een van de populairste vakantiebestemmingen in Zuid-Afrika.
De West-Kaap is de meest zuidelijke regio van het Afrikaanse continent met Kaap Agulhas als zuidelijkste punt. De kustlijn varieert enorm, van prachtige zandstranden op de ene plaats tot steile rotsen op de andere plaats. De West-Kaap beschikt over een natuurlijke haven - Saldanhabaai - zo'n 140 km ten noorden van Kaapstad maar de belangrijkste is die in Tafelbaai, op het Kaapse schiereiland.

## Klimaat
Door de ligging aan twee oceanen en met afwijkende hoogtes is het een klimatologisch diverse provincie. Er heerst in een groot deel van de provincie een mediterraans klimaat met koude, natte winters en droge warme zomers en in de Grote -en Kleine Karoo heerst er een dor klimaat met ijzige winters en warme zomers. Naast Hawaii heeft Mosselbaai het mildste klimaat van de wereld.

## Bevolking

Verdeling moedertaal
Afrikaans
Engels
Xhosa

Bij de laatste volkstelling (2022) telde de West-Kaap 7.433.020 inwoners. Het is daarmee de derde provincie van het land na Gauteng en Kwazulu-Natal. Meer dan de helft van de bevolking van de West-Kaap woont in Kaapstad, wat na Johannesburg de tweede agglomeratie van het land is. De West-Kaap heeft de snelstgroeiende bevolking van Zuid-Afrika.
De grootste bevolkingsgroep werd in 2022 gevormd door de kleurlingen, die 42,1% van de bevolking vormen. 31,4 % werd gerekend als Xhosa en 16,4 % blank. Door immigratie uit het oosten wonen er veel Xhosa. De officiële talen van de provincie zijn de drie meest gesproken: 41,2% Afrikaans, 31,4% Xhosa en 22% Engels.
Na de formele afschaffing van de Apartheid in Zuid-Afrika in 1990 is er een aanzienlijke interne migratie binnen Zuid-Afrika vastgesteld. Met name veel Xhosa-sprekers uit de provincie Oost-Kaap vestigden zich in de West-Kaap en vooral Kaapstad. Volgens de volkstellingen steeg het aantal Xhosa-sprekers in de West-Kaap van 755.763 (19,1% van totale bevolking) in 1996 naar 1.403.233 (25%) in 2011 tot 2.333.968 (31,4%) in 2022.

## Economie
De West-Kaap is een belangrijk centrum voor handel, nijverheden en de landbouw en is een voorname wijnproducerende streek. Naast druiven, worden andere vruchten en groente gekweekt. Ten noorden en oosten van Kaapstad is graan een belangrijk gewas. Visserij is de belangrijkste bron van inkomsten langs de westkust en in Karoo worden schapen gehouden. Toerisme is economisch van uiterst belang in de West-Kaap. Oudtshoorn huisvest de bezienswaardige Kangogrotte.

## Indeling
De West-Kaap bestaat uit één grootstedelijke gemeente en 5 districten. De districten zijn op hun beurt nog eens verdeeld in totaal 24 lokale gemeenten.

### Grootstedelijke gemeente
- Kaapstad

### Districten
- District Sentraal-Karoo
  - Beaufort-Wes
  - Laingsburg
  - Prins Albert

- District Garden Route (Tuinroute, tot 2018: Eden)
  - Bitou
  - George
  - Hessequa
  - Kannaland
  - Knysna
  - Mosselbaai
  - Oudtshoorn

- District Kaapse Wynland
  - Langeberg
  - Breedevallei
  - Drakenstein
  - Stellenbosch
  - Witzenberg

- District Overberg
  - Kaap Agulhas
  - Overstrand
  - Swellendam
  - Theewaterskloof

- District Weskus
  - Bergrivier
  - Cederberg
  - Matzikama
  - Saldanhabaai
  - Swartland

## Media
De West-Kaap kent een aantal provinciale Engelstalige en Afrikaanstalige media:
- Kranten - Afrikaanstalig:
  - Die Burger
  - Die Son
- Kranten - Engelstalig:
  - Cape Argus
  - Cape Sun
  - Cape Times
  - Daily Voice

## Politiek
Op politiek vlak is de West-Kaap uniek doordat het de enige Zuid-Afrikaanse provincie is waar het ANC geen (absolute) meerderheid heeft. Sinds 2009 leidt de Democratische Alliantie (Afrikaans: Demokratiese Alliansie / Engels: Democratic Alliance) de provincie met een absolute meerderheid. Bij de laatste verkiezingen op 29 mei 2024 haalde de Democratic Alliance 55,30 %. Daarmee haalde de partij 24 zetels in de provincie tegenover slechts 8 zetels voor het ANC.
In de onderstaande lijst staan de partijen met ten minste een zetel.
| Verkiezingen Provinciale Wetgevende Macht 29 mei 2024 | Verkiezingen Provinciale Wetgevende Macht 29 mei 2024 | Verkiezingen Provinciale Wetgevende Macht 29 mei 2024 | Vorig parlement |
| ----------------------------------------------------- | ----------------------------------------------------- | ----------------------------------------------------- | --------------- |
| Partij                                                | Stemmen in %                                          | Zetels                                                | Zetels          |
| Democratische Alliantie                               | 55,30%                                                | 24                                                    | 24              |
| Afrikaans Nationaal Congres                           | 19,65%                                                | 8                                                     | 12              |
| Patriottische Alliantie                               | 7,84%                                                 | 3                                                     | 0               |
| Economische Vrijheidsstrijders                        | 5,33%                                                 | 2                                                     | 2               |
| GOOD                                                  | 1,13%                                                 | 1                                                     | 1               |
| Afrika Christelijke Democratische Partij              | 1,30%                                                 | 1                                                     | 1               |
| Vrijheidsfront Plus                                   | 1,45%                                                 | 1                                                     | 1               |
| Al Jama-ah                                            | 1,30%                                                 | 1                                                     | 1               |
| National Coloured Congress                            | 2,39%                                                 | 1                                                     | 0               |